# 아마가미 씨네 인연 맺기
《아마가미 씨네 인연 맺기》(일본어: 甘神さんちの縁結び 아마가미 산치노 엔무스비[*])는 나이토 마시가 지은 일본 만화다.  코단샤의 《주간 소년 매거진》 2021년 1호에 단편이 게재되었고, 호평을 받아 연재가 결정되어, 같은 해 21호부터 연재 중이다.

## 줄거리
교토 대학 의과 대학 입학 시험에 합격하려는 고등학생 카미하테 우류는 어머니의 죽음 이후 평생을 고아원에서 살다가 아마가미 신사에 살게 되었는데, 그곳에서 주지 스님은 그에게 세 손녀 중 한 명과 결혼해 달라고 부탁했다. 우류와 아마가미 자매도 재정적 문제로 인해 신사가 폐쇄될 위험에 처해 있는 등 다양한 문제와 싸워야 한다. 플래시포워드를 통해 우류는 결국 자매 중 한 명과 결혼할 것임을 암시한다.

## 등장인물
카미하테 우류(上終 瓜生)
성우 - 핫토리 소노스케(보이스 코믹), 스즈키 료타(애니메이션), 스기야마 리호(애니메이션, 어린 시절)
본작의 주인공. 고등학교 2학년, 17세. 신장 175cm. 생일은 1월 21일. 혈액형은 A형.
요령이 좋은 근면가이지만, 나르시스트로 무신론자이다. 의사가 되기 위하여 교토 대학의 의학부를 지망하고 있다. 가사 전반의 스킬이나 아이의 취급에 뛰어나다.
아마가미 야에(甘神 夜重)
성우 - 쓰지 미유(보이스 코믹), 우에사카 스미레(애니메이션)
장녀. 대학 2학년, 20세. 신장 167cm. 생일은 10월 15일. 혈액형은 B형.
흑발의 롱헤어와 남다른 글래머러스 바디가 특징. 천연보케이고 한편 매우 마이페이스인 성격이다.
아마가미 유나(甘神 夕奈)
성우 - 쓰지 미유(보이스 코믹), 혼도 카에데(애니메이션)
차녀. 고등학교 2학년, 17세. 신장 162cm. 생일은 7월 11일. 혈액형은 A형.
고풍스러운 남자 말투를 쓰다. 학업이 부진하고, 특히 영어가 서투르다. 신사에 대한 생각이 남달리 강하고, 무녀의 일에 자부심을 가지고 있다. 고양이를 좋아한다.
아마가미 아사히(甘神 朝姫)
성우 - 쓰지 미유(보이스 코믹), 와카야마 시온(애니메이션)
삼녀. 중학교 3학년, 15세. 신장 149cm. 생일은 4월 8일. 혈액형은 O형.
거침없는 말을 하는 독설가. 빈유가 콤플렉스. 육상부 소속으로 유망한 장거리 주자.
아마가미 치도리(甘神 千鳥)
성우 - 핫토리 소노스케(보이스 코믹), 시마다 빈(애니메이션)
세 자매의 할아버지로서 궁사.
아마가미 치하루(甘神 千陽)
성우 - 히사카와 아야
세 자매의 어머니. 그녀가 무녀로 있을 때의 아마가미 신사는 번창하고 있었지만, 몇 년 전에 죽은 것으로 알려져 있다.
아네코지 마히루(姉小路 舞昼)
성우 - 미즈키 나나
기적원의 기숙사 어머니 겸 전속 의사. 교토 대학 출신. 생일은 12월 10일.
왼쪽 눈이 가려지는 금발 단발머리와 양쪽 귀에 꽂은 피어싱이 특징. 남자 못지않게 시원시원한 성격.
츠키가미 요미코(月神 宵深子)
성우 - 호리에 유이
츠키가미 신사의 네기를 맡고 있는 여성으로, 세 자매에게 무녀의 작법을 지도한 경위로부터 스승이라고 불리고 있다.
키타시라카와 미에몬(北白川 巳右衛門)
성우 - 유사 코지
교토전통산업조합의 우두머리.
츠루야마 시라히(鶴山 白日)
성우 - 안자이 치카
우류의 소꿉친구. 기석원 출신으로 5년전에 양부모에게 입양되었다.
우메노키 미츠코(梅ノ木 みつ子)
성우 - 이토 아야사
본가가 당고집으로 당고머리가 특징이다.
타케다 마코토(竹田 真)
성우 - 시라이시 하루카
마츠가자키 카렌(松ヶ崎 花蓮)
성우 - 아베 나츠코

## 서지 정보
- 나이토 마시 《아마가미 씨네 인연 맺기》 코단샤 〈코단샤 코믹스〉, 기간 19권(2025년 3월 17일 현재)
  1. 2021년 7월 16일 발매[4][5], ISBN 978-4-06-524041-0
  2. 2021년 9월 17일 발매[6], ISBN 978-4-06-524831-7
  3. 2021년 11월 17일 발매[7], ISBN 978-4-06-525934-4
  4. 2022년 2월 17일 발매[8], ISBN 978-4-06-526899-5
  5. 2022년 5월 17일 발매[9], ISBN 978-4-06-527924-3
  6. 2022년 7월 15일 발매[10], ISBN 978-4-06-528496-4
  7. 2022년 9월 16일 발매[11], ISBN 978-4-06-529127-6
  8. 2022년 12월 16일 발매[12], ISBN 978-4-06-529935-7
  9. 2023년 3월 16일 발매[13], ISBN 978-4-06-530972-8
  10. 2023년 5월 17일 발매[14], ISBN 978-4-06-531607-8
  11. 2023년 7월 14일 발매[15], ISBN 978-4-06-532190-4
  12. 2023년 10월 17일 발매[16], ISBN 978-4-06-532894-1
  13. 2023년 12월 15일 발매[17], ISBN 978-4-06-533897-1
  14. 2024년 3월 15일 발매[18], ISBN 978-4-06-534878-9
  15. 2024년 6월 17일 발매[19], ISBN 978-4-06-535785-9
  16. 2024년 8월 16일 발매[20], ISBN 978-4-06-536522-9
  17. 2024년 10월 17일 발매[21], ISBN 978-4-06-537132-9
  18. 2025년 1월 17일 발매[22], ISBN 978-4-06-538067-3
  19. 2025년 3월 17일 발매[23], ISBN 978-4-06-538712-2

## TV 애니메이션
2023년 4월 21일, 본작의 연재 2주년과 저자 나이토의 생일을 기념한 프로그램에서, TV 애니메이션화가 발표되었다. 2024년 10월부터 2025년 3월까지 TV 도쿄 계열 등에서 연속 2쿨로 방송되었다.

### 스태프
- 원작 - 나이토 마시
- 감독 - 아베 유지로
- 부감독 - 와타나베 히로시
- 시리즈 구성·각본 - 아오키 야스코
- 캐릭터 디자인 - 이이즈카 하루코
- 서브 캐릭터 디자인 - 모토요시 아키코
- 미술 감독 - 야마나시 에리
- 미술 설정 - 토모노 카요코, 노리스에 미호, 오오쿠보 슈이치
- 색채 설계 - 요시다 하야토
- 촬영 감독 - 에토 히데키
- 편집 - 키무라 카시코
- 음향 감독 - 야마구치 타카유키
- 음악 - 카와사키 료, 코노 토모유키
- 음악 제작 - 킹레코드
- 프로듀서 - 스즈키 렌타, 타치바나 츠토무, 쿠로스 노부히코, 미야코시 토오루, 오자와 후미히로, 시마자키 히데오
- 라인 프로듀서 - 사카모토 다이치
- 애니메이션 제작 - 드라이브
- 제작 - 아마가미 씨네 인연 맺기 제작위원회

### 주제가
설레는 사랑을 ~우리가 계속 함께 하기를~(やわく恋して～ずっと僕らでいられますように～)
모모이로 클로버 Z에 의한 제1쿨 오프닝 테마. 작사는 오츠키 켄지, 작곡은 NARASAKI.
너와 사랑을 맺고(君に恋を結んで)
아마가미 세자매에 의한 제1쿨 엔딩 테마. 작사는 마사키 에리카, 작곡은 혼다 유키, 편곡은 미즈노야 레이.
Pray Pray Pray
아마가미 세자매에 의한 제2쿨 오프닝 테마. 작사·작곡·편곡은 키요시 류진.
신의 말씀대로!(神様の言うとーり!)
≠ME에 의한 제2쿨 엔딩 테마. 작사는 사시하라 리노, 작곡·편곡은 사이토 소타.

### 에피소드 목록
| 화수   | 제목                                                | 콘티                          | 연출                              | 작화 감독 | 총작화 감독                                                                   | 방송일          |
| ------ | --------------------------------------------------- | ----------------------------- | --------------------------------- | --- | ----------------------------------------------------------------------------- | --------------- |
| 제1화  | 奇跡のはじまり 기적의 시작                          | 아베 유지로                   | 야스카와 오우리                   | 시게마츠 신이치 야마무라 토시유키 카메다 토모유키 니시카와 마사토 아다치 유스케 | 이이즈카 하루코 오오쿠보 요시유키 아오노 아츠시                               | 2024년 10월 2일 |
| 제2화  | 白昼と鶴 백주와 학                                  | 와타나베 히로시               | 만간지 치카                       | 시미즈 카츠유키 니시카와 마사토 이카이 카즈유키 야나기노 타츠오 阿肆 Winchester 鉄盆醤鴨 張玮明                                                                                                   | 이이즈카 하루코 아마사키 마나무                                               | 10월 9일        |
| 제3화  | 神様との逢瀬 신과의 밀회                            | 와타나베 히로시               | 와타나베 마사히코                 | 야마무라 토시유키 aXisRae 혼다 소이치 우에니시 마야 | 이이즈카 하루코 우시노하마 유이 키타무라 토모유키 야기사와 슈헤이             | 10월 16일       |
| 제4화  | 甘神神社例大祭〜繋〜 아마가미 신사 예대제 ~관계~    | 와타나베 유키                 | 와타나베 유키                     | 아다치 유스케 시게마츠 신이치 카메다 토모유키 陳凱馳 彩虹暴龍 鉄盆醬鴨 Winchester 阿肆 王火龙 張玮明 Ango                                                                                         | 이이즈카 하루코 오오쿠보 요시유키 아오노 아츠시 나카야마 카즈코               | 10월 23일       |
| 제5화  | 甘神神社例大祭〜咲〜 아마가미 신사 예대제 ~개화~    | 사이토 테츠히토               | 와타나베 마사히코                 | 야마무라 토시유키 이카이 카즈유키 시미즈 카츠유키 니시카와 마사토 陳凱馳 阿肆 鉄盆醬鴨 zeen Ango 王火龙                                                                                           | 노다 야스유키                                                                 | 10월 30일       |
| 제6화  | 朝から夜にかけて 아침부터 밤에 걸쳐서               | 와타나베 히로시               | 히시카와 나오키                   | 혼다 케이이치 CJT 李杰 | 키타무라 토모유키 야기사와 슈헤이 우시노하마 유이                             | 11월 6일        |
| 제7화  | 夢と月と夢〜朔〜 꿈과 달과 꿈 ~삭월~                | 마츠모토 요시히사             | 마츠모토 요시히사 카도타 히데히코 | 우에니시 마야 아다치 유스케 시게마츠 신이치 카메다 토모유키 陳凱 馳彩虹暴 龍鉄盆醤 鴨 Winchester 阿肆 zeen Ango 王火龙 劉劍 陈娇娇 徐延文                                                         | 아마사키 마나무 나카야마 카즈코                                               | 11월 13일       |
| 제8화  | 夢と月と夢〜弦〜 꿈과 달과 꿈 ~현월~                | 요시다 히데토시               | 카미야 마키                       | 카마타 코이치 모리 에츠히토 오기 타에코 마츠시타 키요시 이케다 타츠야 타나카 요시히로 키노시타 유미코 아마사키 마나무 아다치 유스케 aXisRae                                                       | 니시다 미야코 아오노 아츠시                                                   | 11월 20일       |
| 제9화  | 夢と月と夢〜望〜 꿈과 달과 꿈 ~망월~                | 사이토 테츠히토               | 만간지 치카                       | 시게후지 소타 혼다 소이치 야마무라 토시유키 시게마츠 신이치 阿肆 鉄盆醤鴨 Ango 袁琳 陈娇娇 徐延文                                                                                                 | 우시노하마 유이 키타무라 토모유키 야기사와 슈헤이                             | 11월 27일       |
| 제10화 | 衣替え・心替え 옷 갈아입기·마음 바꾸기              | 보브 시라하타                 | 야스카와 오우리                   | 陳凱馳 阿肆 鉄盆醤鴨 ZEEN 王力 鉄盆醤鴨 王火龙 唐書強 니시카와 마사토 시미즈 카츠유키 이카이 카즈유키 우에니시 마야 育松アニメーション制作有限会社                                                | 이이즈카 하루코 노다 야스유키                                                 | 12월 4일        |
| 제11화 | 夜ふかしの正体〜序〜 밤샘의 정체 ~시작~             | 마츠모토 요시히사             | 카도타 히데히코 마츠모토 요시히사 | 시게마츠 신이치 카메다 토모유키 아다치 유스케 우에니시 마야 aXisRae 育松动画只有有限公司 | 아마사키 마나무 나카야마 카즈코 이이즈카 하루코                               | 12월 11일       |
| 제12화 | 夜ふかしの正体〜縁〜 밤샘의 정체 ~인연~             | 마츠조노 히로시               | 이와타 미즈키                     | 이시즈카 리오 세키구치 마사하루 趙小川 徐超 陳玲玲 蒋海華 와타나베 치히로 나카무라 사치 마키하라 카나 김경민 오키미 마유코 나가도메 아이 시게야 레몬 박서연 胡云濤 廖霏 楊鎮宇 王瑞浩 사사키 미호 | 니시다 미야코 아오노 아츠시                                                   | 12월 18일       |
| 제13화 | 夜ふかしの正体〜恋〜 밤샘의 정체 ~사랑~             | 보브 시라하타                 | 와타나베 마사히코                 | 시게후지 소타 혼다 소이치 Mixemirai Henry Kuan 陳凱馳 阿肆 ZEEN Ango 王力 鉄盆醤鴨 Winchester 王火龙                                                                                              | 이이즈카 하루코 우시노하마 유이 키타무라 토모유키 야기사와 슈헤이             | 12월 25일       |
| 제14화 | 願いをのせた天秤〜廻〜 소원을 올린 천칭 ~순환~      | 사누마 켄                     | 사누마 켄                         | 모리카와 유키 존텐 호리 호노카 고토 레이나 SAI 이마카도 타쿠야 | 아마사키 마나무 야기사와 슈헤이                                               | 1월 15일        |
| 제15화 | 願いをのせた天秤〜戻〜 소원을 올린 천칭 ~회귀~      | 사이토 테츠히토               | -                                 | 이카이 카즈유키 미나미 신이치로 핫토리 마스미 카마타 코이치 | 노다 야스유키                                                                 | 1월 22일        |
| 제16화 | 願いをのせた天秤〜進〜 소원을 올린 천칭 ~전진~      | 마츠조노 히로시               | 야스카와 오우리                   | 아다치 유스케 니시카와 마사토 야마무라 토시유키 이카이 카즈유키 시미즈 카츠유키 | 니시다 미야코 아오노 아츠시 나카야마 카즈코                                   | 1월 29일        |
| 제17화 | 送り火と神様との契り 배웅불과 신과의 약속           | 와타나베 히로시 보브 시라하타 | 와타나베 마사히코                 | 시게후지 소타 혼다 소이치 후지타 마사유키 aXisRae 야마무라 토시유키 Triple A Mixemirai | 노다 야스유키 야기사와 슈헤이                                                 | 2월 5일         |
| 제18화 | 撫子のかくれんぼ〜換〜 패랭이꽃의 숨바꼭질 ~교환~   | 모치즈키 토모미               | 요시다 슌지                       | 우에니시 마야 카메다 토모유키 시게마츠 신이치 aXisRae 陳凱馳 阿肆 Ango 王火龙 | 우시노하마 유이 키타무라 토모유키 야기사와 슈헤이                             | 2월 12일        |
| 제19화 | 撫子のかくれんぼ〜懊〜 패랭이꽃의 숨바꼭질 ~고민~   | 카와베 신야                   | 만간지 치카                       | 아마사키 마나무 아다치 유스케 야마무라 토시유키 시미즈 카츠유키 이카이 카즈유키 니시카와 마사토 Triple A                                                                                          | 아마사키 마나무                                                               | 2월 19일        |
| 제20화 | 撫子のかくれんぼ〜惹〜 패랭이꽃의 숨바꼭질 ~이끌림~ | 사이토 테츠히토               | 시라이시 미치타                   | 스튜디오 마스캣 혼다 소이치 시게후지 소타 야마무라 토시유키 Chuckle Mouse Studio Mixemirai Triple A                                                                                               | 니시다 미야코 나카야마 카즈코 아마사키 마나무 야기사와 슈헤이 아오노 아츠시   | 2월 26일        |
| 제21화 | 白日の逃げ水〜異〜 한낮의 신기루 ~이변~             | 마츠조노 히로시               | 와타나베 마사히코                 | 혼다 소이치 시게후지 소타 이카이 카즈유키 시미즈 카츠유키 니시카와 마사토 aXisRae Mixemirai 글렌 Triple A                                                                                         | 노다 야스유키 야기사와 슈헤이 아마사키 마나무                                 | 3월 5일         |
| 제22화 | 白日の逃げ水〜想〜 한낮의 신기루 ~마음~             | 보브 시라하타                 | 요시다 슌지                       | 야마무라 토시유키 우에니시 마야 우시노하마 유이 aXisRae 시게마츠 신이치 카메다 토모유키 陳凱馳 王力 ZEEN 王火龙 丘                                                                                | 아마사키 마나무 우시노하마 유이                                               | 3월 12일        |
| 제23화 | 白日の逃げ水〜結〜 한낮의 신기루 ~맺음~             | 마츠조노 히로시               | 와타나베 마사히코                 | 혼다 소이치 시게후지 소타 이카이 카즈유키 시미즈 카츠유키 니시카와 마사토 시게마츠 신이치 야마무라 토시유키 Mixemirai 陳凱馳 棒冰 王火龙 赵二虎 丘 PH-722                                         | 야기사와 슈헤이 니시다 미야코                                                 | 3월 19일        |
| 제24화 | 甘神さんちの縁結び 아마가미 씨네 인연 맺기          | 보브 시라하타 사이토 테츠히토 | 야스카와 오우리                   | 우에니시 마야 시게마츠 신이치 카메다 토모유키 아다치 유스케 야마무라 토시유키 aXisRae 하기와라 마사토 시미즈 카츠유키 阿肆 ZEEN 棒冰                                                              | 이이즈카 하루코 노다 야스유키 아마사키 마나무 우시노하마 유이 나카야마 카즈코 | 3월 26일        |

| TV 도쿄 계열 수요일 0:00~0:30 | TV 도쿄 계열 수요일 0:00~0:30 | TV 도쿄 계열 수요일 0:00~0:30 |
| 이전 작품                     | 작품명                        | 다음 작품                     |
| ----------------------------- | ----------------------------- | ----------------------------- |
| 모노노케(재방송)              | 아마가미 씨네 인연 맺기       | 볼파크에서 붙잡아줘!          |